# Miljan Pavković
Miljan Pavković (in serbo Миљан Павковић?; Zaječar, 20 aprile 1981) è un allenatore di pallacanestro ed ex cestista serbo.

## Palmarès
- Campionato montenegrino: 1

Budućnost: 2006-07
- Campionato ceco: 1

ČEZ Nymburk: 2012-13
- Coppa del Montenegro: 1

Budućnost: 2007
- Coppa della Repubblica Ceca: 1

ČEZ Nymburk: 2013
- Coppa di Macedonia: 1

Rabotnički Skopje: 2015